# Zapasy na Letnich Igrzyskach Olimpijskich 1924 – waga półciężka mężczyzn w stylu klasycznym
Turniej mężczyzn w wadze półciężkiej w stylu klasycznym był jedną z konkurencji zapaśniczych na Letnich Igrzyskach Olimpijskich 1924. Zawody odbyły się w dniach 6-10 lipca. W zawodach uczestniczyło 22 zawodników 15 państw.

## Wyniki
W turnieju rozegranych zostało siedem rund. Każdy zawodnik, który przegrał dwie walki został wyeliminowany.

### Runda 1
| Przegranych | Zwycięzca        | Przegrany        | Przegranych |
| ----------- | ---------------- | ---------------- | ----------- |
| 0           | Ibrahim Mustafa  | Bruto Testoni    | 1           |
| 0           | Antonie Misset   | Jean Baumert     | 1           |
| 0           | Rudolf Svensson  | Émile Walhen     | 1           |
| 0           | Calle Westergren | Seyfi Berksoy    | 1           |
| 0           | František Tázler | Axel Tetens      | 1           |
| 0           | Arnolds Baumanis | Franz Sax        | 1           |
| 0           | Svend Nielsen    | Jan Muijs        | 1           |
| 0           | Béla Varga       | Dante Ceccatelli | 1           |
| 0           | Emil Wecksten    | Rudolf Loo       | 1           |
| 0           | István Dömény    | Paul Bonnefont   | 1           |
| 0           | Onni Pellinen    | Stevan Nađ       | 1           |

### Runda 2
| Przegranych | Zwycięzca        | Przegrany        | Przegranych |
| ----------- | ---------------- | ---------------- | ----------- |
| 0           | Ibrahim Mustafa  | Jean Baumert     | 2           |
| 0           | Antonie Misset   | Stevan Nađ       | 2           |
| 0           | Rudolf Svensson  | Seyfi Berksoy    | 2           |
| 0           | Calle Westergren | František Tázler | 1           |
| 1           | Axel Tetens      | Franz Sax        | 2           |
| 0           | Svend Nielsen    | Arnolds Baumanis | 1           |
| 0           | Béla Varga       | Jan Muijs        | 2           |
| 0           | Emil Wecksten    | Dante Ceccatelli | 2           |
| 1           | Rudolf Loo       | Paul Bonnefont   | 2           |
| 0           | Onni Pellinen    | István Dömény    | 1           |
| –           | –                | Bruto Testoni    | –           |
| –           | –                | Émile Walhen     | –           |

### Runda 3
| Przegranych | Zwycięzca        | Przegrany        | Przegranych |
| ----------- | ---------------- | ---------------- | ----------- |
| 0           | Onni Pellinen    | Antonie Misset   | 1           |
| 0           | Rudolf Svensson  | Svend Nielsen    | 1           |
| 0           | Calle Westergren | Axel Tetens      | 2           |
| 0           | Emil Wecksten    | Béla Varga       | 1           |
| 1           | Rudolf Loo       | István Dömény    | 2           |
| 0           | Ibrahim Mustafa  | wolny los        | –           |
| –           | –                | František Tázler | –           |
| –           | –                | Arnolds Baumanis | –           |

### Runda 4
| Przegranych | Zwycięzca        | Przegrany      | Przegranych |
| ----------- | ---------------- | -------------- | ----------- |
| 0           | Ibrahim Mustafa  | Antonie Misset | 2           |
| 0           | Onni Pellinen    | Rudolf Loo     | 2           |
| 0           | Rudolf Svensson  | Emil Wecksten  | 1           |
| 0           | Calle Westergren | Béla Varga     | 2           |
| –           | –                | Svend Nielsen  | –           |

### Runda 5
| Przegranych | Zwycięzca        | Przegrany       | Przegranych |
| ----------- | ---------------- | --------------- | ----------- |
| 0           | Rudolf Svensson  | Ibrahim Mustafa | 1           |
| 0           | Calle Westergren | Emil Wecksten   | 2           |
| 0           | Onni Pellinen    | wolny los       | –           |

### Runda 6
| Przegranych | Zwycięzca        | Przegrany       | Przegranych |
| ----------- | ---------------- | --------------- | ----------- |
| 0           | Rudolf Svensson  | Onni Pellinen   | 1           |
| 0           | Calle Westergren | Ibrahim Mustafa | 2           |

### Runda 7
| Przegranych | Zwycięzca        | Przegrany       | Przegranych |
| ----------- | ---------------- | --------------- | ----------- |
| 0           | Calle Westergren | Rudolf Svensson | 1           |